# Contenzioso tra Liechtenstein e Guatemala
Il caso Nottebohm (Liechtenstein v. Guatemala) è stato un contenzioso sottoposto alla Corte internazionale di giustizia aperto nel 1951 ed arrivato a sentenza nel 1955. Il Liechtenstein chiedeva che il Guatemala fosse costretto a riconoscere Friedrich Nottebohm suo cittadino.

## Storia
Nottebohm nasce cittadino tedesco il 16 settembre 1881 ad Amburgo. Vive in Guatemala dal 1905 al 1943 ma non ne assume mai la cittadinanza. Il 9 ottobre 1939, Nottebohm diventa cittadino del Liechtenstein. Quindi ritorna in Guatemala con il passaporto del Liechtenstein e informa il governo locale del suo cambio di cittadinanza. Nel 1943, tuttavia, viene arrestato in quanto nemico, poiché considerato ancora tedesco (nel frattempo il Guatemala si era schierato al fianco degli Stati Uniti d'America nella Seconda guerra mondiale).
Estradato negli USA, è internato fino alla fine della guerra, mentre i suoi beni vengono confiscati. Successivamente il Liechtenstein decide di agire a favore del proprio cittadino con l'istituto della protezione diplomatica, la controversia tra Liechtenstein e Guatemala viene rimessa dinanzi alla Corte Internazionale di Giustizia.

## Implicazioni nel diritto internazionale
Con la sentenza la Corte internazionale di giustizia afferma che ciascuno Stato può dichiarare che un determinato individuo è proprio cittadino; quindi, nel caso di specie, il Liechtenstein è libero di considerare Nottebohm proprio cittadino. Questa determinazione di cittadinanza posta in essere dallo Stato trova efficacia nell'ordinamento interno e non può essere messa in discussione dallo ius internazionale. Però nel momento in cui tale determinazione di cittadinanza serve per esercitare un istituto di diritto internazionale come la protezione diplomatica, quella determinazione, per trovare applicazione anche al livello extraterritoriale, deve rispettare una serie di requisiti previsti dal diritto internazionale stesso: nel caso di specie, lo Stato può esercitare la protezione diplomatica nei confronti di un cittadino leso in quanto il vincolo di cittadinanza tra lo Stato e il cittadino è un vincolo effettivo e genuino; occorre quindi dimostrare il forte attaccamento dell'individuo nei confronti dello Stato, stabilendovi la propria residenza, sposandone le usanze e ottemperando ai doveri su di esso gravanti in virtù del legame di cittadinanza. Questo vincolo effettivo accomuna Nottebohm e il Guatemala, ma non Nottebohm e il Liechtenstein poiché è divenuto cittadino del Liechtenstein solo per avere la cittadinanza di uno Stato neutrale. Pertanto il Liechtenstein non è legittimato ad intervenire in protezione diplomatica nei confronti di Nottebohm, perché manca il vincolo effettivo, requisito in assenza del quale gli Stati non possono proteggere i propri cittadini all'estero. Così facendo, la Corte internazionale di giustizia introduce per la prima volta il requisito di genuine link (legame genuino) affinché uno Stato possa intervenire in protezione diplomatica del proprio cittadino all'estero.